# أيونات ثقيلة

## الأيونات الثقيلة
الأيونات الثقيلة (بالإنجليزي:Heavy ion)
يقصد بها الذرات الأيونية الأثقل من الهيليوم ,في الفيزياء استخدمت لدراسة الأنوية الساخنة والآثار الناتجة في مثل هذه الأنظمة، التي تختلف عن فيزياء الجسيمات الذي يدرس التفاعل بين الجسيمات الأولية .
وموضوع فيزياء الجسيمات والأيونات الثقيلة فرعان من فيزياء الطاقة العالية , في الفيزياء النووية يهتم بشعاع الأنوية المتأينة تماما التي يمكن توجيهها إلى هدف ما. كما يمكن أن تنقسم حزم الإشعاع إلى قسمين في اتجاهين مختلفين ويتم إدراجها في المصادم في مكان خاص .

## استخدامات
تستخدم النوى الأيونية الثقيلة في تجارب الفيزياء النووية وتتضمن الكربون، سيليكون , نحاس، تنجستن , ذهب ,...اليورانيوم، وعلى الرغم من أن جميع التجارب تسعى إلى إيجاد عناصر مستقرة ماوراء اليورانيوم فإنه يمكن قذف أي أيون بناء على متطلبات التجربة الدقيقة واحتمال حدوث التفاعل المطلوب .

## عناصر ماوراء اليورانيوم
بالإنجليزي : trans-uranic elements هي العناصر الكيميائية الواقعة بعد اليورانيوم في الجدول الدوري ذات أعداد ذرية أكبر من 92.